# ليبسوي
ليبسوي هي جزيرة تقع في بحر إيجة تتبع إقليم جنوب إيجة، اليونان.